# Хуандао
Хуанда́о (кит. упр. 黄岛, пиньинь Huángdǎo) — район городского подчинения города субпровинциального значения Циндао провинции Шаньдун (КНР). Название района означает «жёлтый остров» (имеется в виду, что окружённый морем песчаный остров представлял собой контраст с лежащим восточнее «тёмным островом» Циндао).

## История
При империи Суй в 605 году в этих местах был образован уезд Цзяоси (胶西县). При империи Мин в 1371 году он был расформирован.
В конце XIX века эти места были захвачены Германией, создавшей концессию «Цзяо-Чжоу». В 1922 году эти земли были возвращены Китаю.
В августе 1945 года здесь был образован уезд Чжушань (珠山县), но уже в ноябре он был расформирован, а эти земли были переданы в состав уезда Цзяосянь (胶县). В сентябре 1946 года южная часть уезда была выделена в отдельный уезд Цзяонань (胶南县).
В 1950 году был создан Специальный район Цзяочжоу (胶州专区), и уезд Цзяонань вошёл в его состав. В 1956 году Специальный район Цзяочжоу был расформирован, и уезд перешёл в состав Специального района Чанвэй (昌潍专区). В 1958 году он перешёл под юрисдикцию Циндао, но в 1958 году был возвращён в состав Специального района Чанвэй. В 1976 году эти земли были выделены в отдельную административную единицу уездного уровня, управляемую Хуандаоским революционным комитетом. В 1979 году постановлением Госсовета КНР эти земли были переданы под юрисдикцию Циндао в качестве района Хуандао.

## Административное деление
Район делится на 12 уличных комитетов и 10 посёлков.